# Kabinett Raisi
Das Kabinett Raisi war vom 3. August 2021 bis zum 20. Mai 2024 die Regierung des Iran. Es wurde allgemein als „Kabinett der Hardliner“ bezeichnet.
Nach dem Tod Raisis beim Hubschrauberabsturz bei Varzaqan 2024 am 19. Mai 2024 übernahm Mohammed Mochber das Amt bis zur Neuwahl des Präsidenten, die gemäß der iranischen Verfassung innerhalb von sechs Monaten anberaumt werden muss.

## Mitglieder
| Amt                                                                      | Foto                                                 | Name                                          |
| ------------------------------------------------------------------------ | ---------------------------------------------------- | --------------------------------------------- |
| Präsident                                                                |                                                      | Ebrahim Raisi                                 |
| Erster Vizepräsident                                                     |                                                      | Mohammad Mochber                              |
| Vizepräsident für Atomenergie                                            |                                                      | Mohammad Eslami                               |
| Vizepräsident für Umweltpolitik                                          |                                                      | Ali Saladschegheh                             |
| Vizepräsident für Wirtschaftspolitik                                     |                                                      | Mohsen Rezaee                                 |
| Vizepräsident für Rechtspolitik                                          |                                                      | Mohammad Dehghan                              |
| Vizepräsident für Veteranen                                              |                                                      | Amir-Hossein Ghazizadeh Haschemi              |
| Vizepräsident für Parlamentarische Angelegenheiten                       |                                                      | Mohammad Hosseini                             |
| Vizepräsident für Elitenförderung                                        |                                                      | Sorena Sattari (bis 18. September 2022)       |
| Vizepräsident für Elitenförderung                                        | Ruhollah Dehghani Firuzabadi (ab 18. September 2022) |                                               |
| Vizepräsident für Planung                                                |                                                      | Masud Mir Kazemi                              |
| Vizepräsidentin für Frauen                                               |                                                      | Ensieh Chazali                                |
| Vizepräsident für Verwaltung                                             |                                                      | Meysam Latifi                                 |
| Vizepräsident für Exekutivangelegenheiten Leiter der Präsidialverwaltung |                                                      | Sowlat Mortazavi                              |
| Stabschef                                                                |                                                      | Gholam-Hossein Esmaeili                       |
| Berater für Wirtschaftliche Angelegenheiten                              |                                                      | Farhad Rahbar                                 |
| Landwirtschaftsminister                                                  |                                                      | Dschavad Sadatinedschad                       |
| Kommunikationsminister                                                   |                                                      | Issa Zarepour                                 |
| Arbeits- und Sozialminister                                              |                                                      | Hodschatollah Abdolmaleki (bis 14. Juni 2022) |
| Arbeits- und Sozialminister                                              | Mohammad Hadi Zahedivafa (ab 14. Juni 2022)          |                                               |
| Kulturminister                                                           |                                                      | Mohammad Mehdi Esmaili                        |
| Verteidigungsminister                                                    |                                                      | Mohammad-Reza Gharaei Aschtiani               |
| Finanzminister                                                           |                                                      | Ehsan Chandozi                                |
| Bildungsminister                                                         |                                                      | Alireza Kazemi (bis 28. November 2021)        |
| Bildungsminister                                                         | Yusef Nuri (ab 28. November 2021)                    |                                               |
| Energieminister                                                          |                                                      | Ali Akbar Mehrabian                           |
| Außenminister                                                            |                                                      | Hossein Amir-Abdollahian (†)                  |
| Gesundheitsminister                                                      |                                                      | Bahram Eynollahi                              |
| Industrie- und Wirtschaftsminister                                       |                                                      | Reza Fatemi Amin                              |
| Geheimdienstminister                                                     |                                                      | Esmaeil Chatib                                |
| Innenminister                                                            |                                                      | Ahmad Vahidi                                  |
| Justizminister                                                           |                                                      | Amin Hossein Rahimi                           |
| Erdölminister                                                            |                                                      | Dschavad Owdschi                              |
| Wissenschaftsminister                                                    |                                                      | Mohammad Ali Zolfigol                         |
| Straßen- und Wohnungsminister                                            |                                                      | Rostam Ghasemi                                |
| Sport- und Jugendminister                                                |                                                      | Hamid Sadschadi                               |
| Kulturerbeminister                                                       |                                                      | Ezzatollah Zarghami                           |